# Perito Moreno (Santa Cruz)
Pour les articles homonymes, voir Perito Moreno.
Perito Moreno est une localité de la province de Santa Cruz, en Argentine, et le chef-lieu du département de Lago Buenos Aires. Elle est située dans la région de Patagonie argentine. Sa population s'élevait à quelque 4 000 habitants en 2005.
La ville est bâtie au confluent du Río Deseado et de son affluent le Río Fenix, à plus ou moins 20 kilomètres de l'extrémité orientale du lac Buenos Aires.
En tant que carrefour entre la RN-40 et la provinciale RP-43, la petite cité est un centre régional avéré. Grâce à son climat assez doux, dû à la proximité du lac qui a créé un microclimat favorable, la ville est souvent prisée par les seniors et personnes âgées pour s'y reposer.